# Uechtritz (Adelsgeschlecht)

Stammwappen derer von Uechtritz

Uechtritz (Uichterritz, Uechteritz, Uechtritz, Ochteritz sowie Uechtritz-Wiedebach, Uechtritz und Steinkirch) ist der Name eines meißnischen Uradelsgeschlechts mit gleichnamigem Stammhaus Uichteritz bei Weißenfels an der Saale. Das Geschlecht hat auch freiherrliche und gräfliche Zweige, die Güter vor allem in Niederschlesien, aber auch in Böhmen, Meißen, der Oberlausitz und der Altmark hatten.

## Geschichte
Es ist urkundlich nicht gesichert, ob es eine oder zwei verschiedene Familien gleichen Namens gegeben hat.
In Mitteldeutschland erscheint die Familie erstmals urkundlich 1282 und 1292 mit Gebhardus de Uchteritz als Zeugen der Grafen von Osterfeld und 1304 Gebhardus de Vchteritz im Copialbuch des Klarissenklosters zu Beuditz bei Weißenfels. In Schlesien wird erstmals 1303/04 Johann von Uechtritz auf Steinkirch als Bürgermeister von Lauban erwähnt. Danach werden 1331 Dippolt von Üchtritz und  1347 Petsche von Üchtritz namentlich genannt. Diese Familie trat schon im 14. Jahrhundert in vier Stämmen auf, von denen sich die Stämme Schwerta, Steinkirch und Großendorf fortgesetzt haben. Ein Zusammenhang der Stämme konnte bisher urkundlich aber nicht belegt werden.
Die Steinkircher Linie zersplitterte sich in mehrere Zweige. Der Stamm Schwerta erlosch 1552 (oder 1592?), die Burg fiel an den Zweig Fuga und blieb noch bis 1638 im Besitz der Familie. Es entstanden nun die Zweige Fuga, Nieder- und Oberschwerta und Gebhardsdorf. Letzterer erlosch 1646 und fiel an den Zweig Osterholz-Rauenthal (1767 erloschen). Danach setzte sich nur der Zweig Fuga fort.

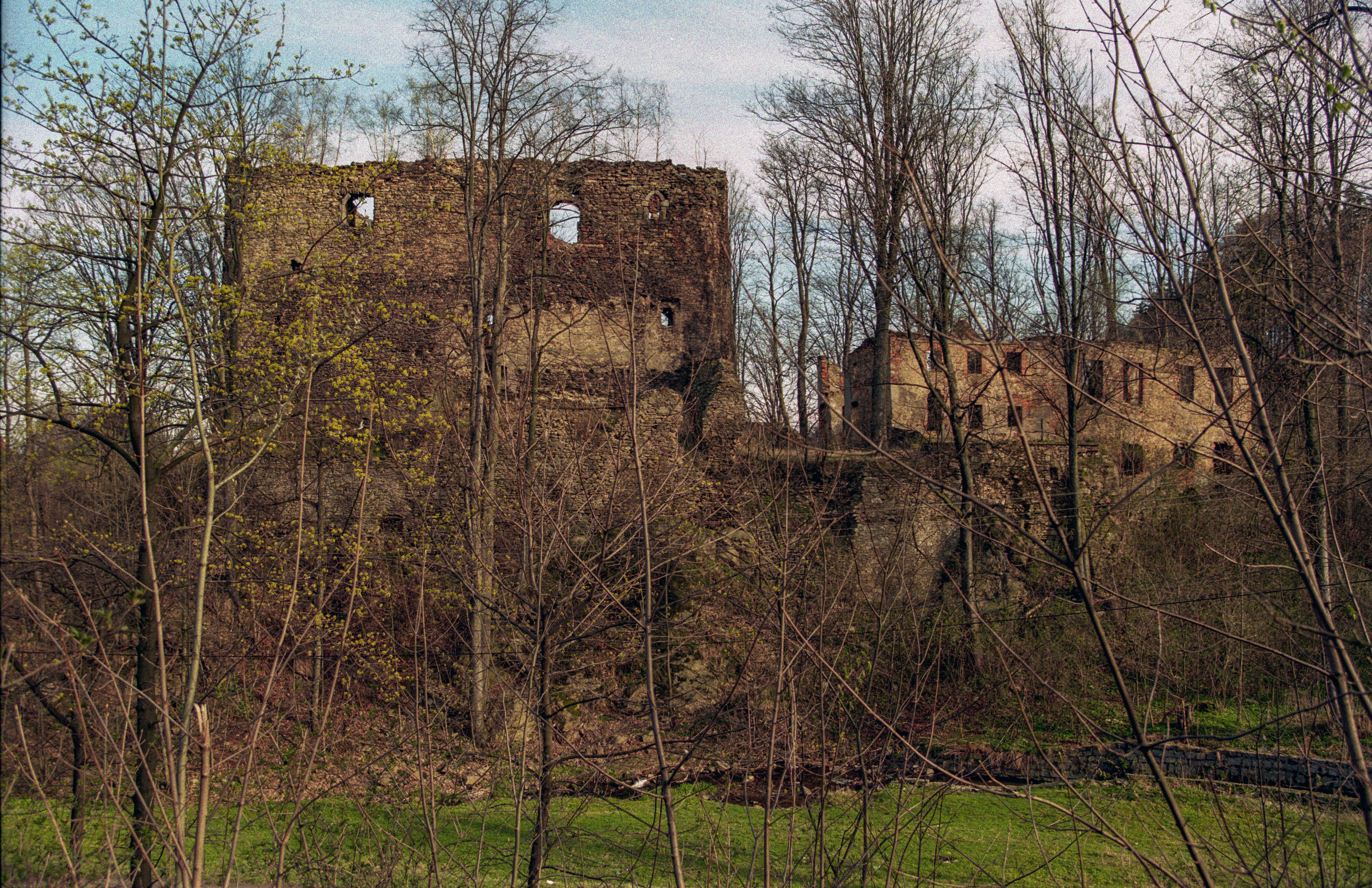
Burg Schwerta, Niederschlesien
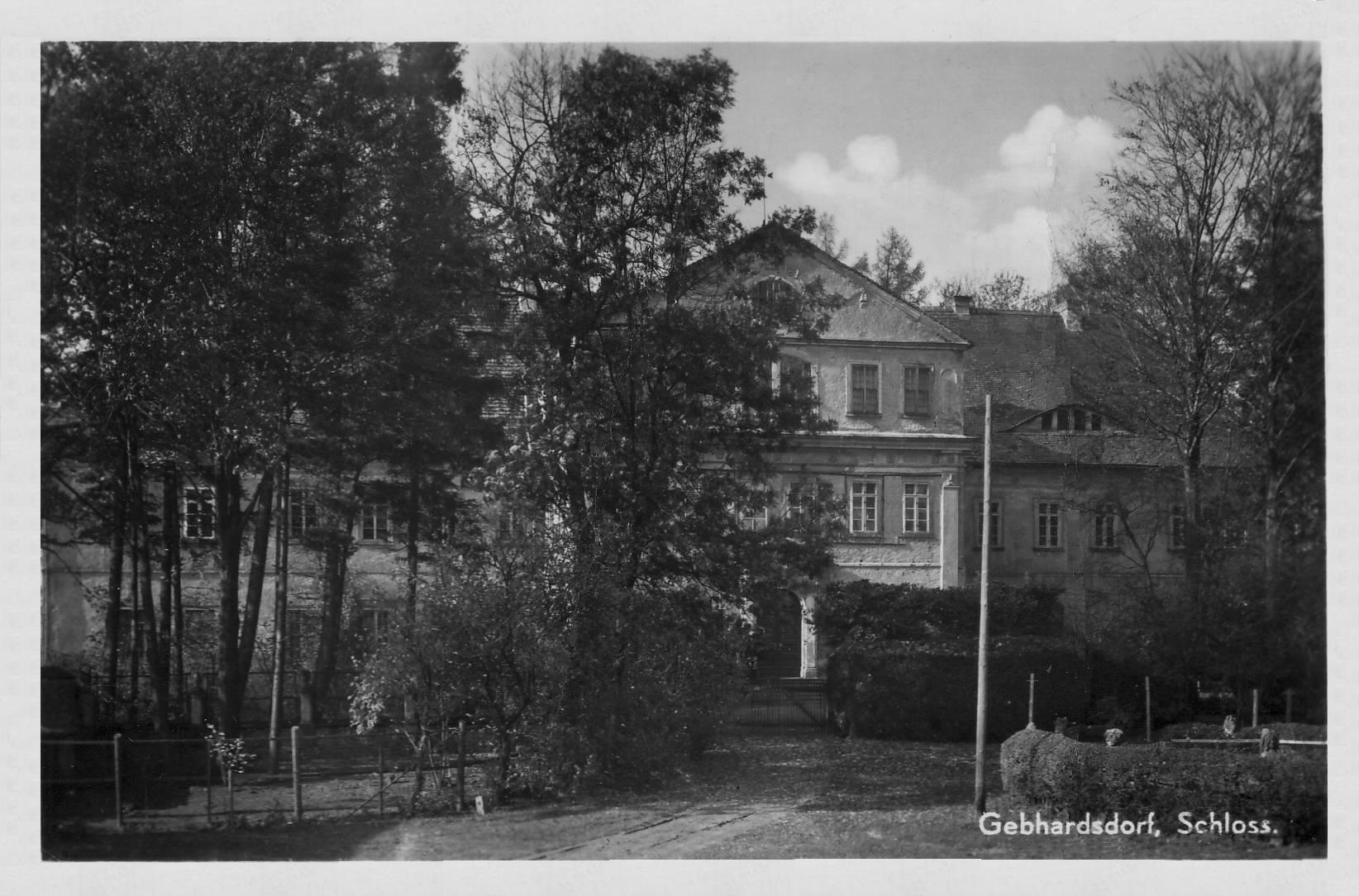
Schloss Gebhardsdorf, Niederschlesien

Die Linie Uechtritz-Fuga erwarb ab 1738 Güter in den zum Herzogtum Sachsen-Gotha-Altenburg gehörigen Wangenheimschen Gerichtsorten Wangenheim, Tüngeda, Hochheim und Haina nordwestlich von Gotha. Später auch das Gut Marcaltő im Komitat Veszprém in Ungarn.
Johann Hartwig von Uechtritz erwarb 1703 die niederschlesische Burg Tzschocha, die mit einer Unterbrechung (von 1755 bis 1782) der Familie bis 1910 gehörte. Ferner waren Zweige auf Gebhardsdorf, Seiffersdorf und Kauffung (Kreis Schönau), Mittel- und Nieder-Steinsdorf (Landkreis Goldberg), Ober-Herzogswaldau (heute Niemstów, Gmina Lubin) und Mühlrädlitz ansässig. Mit Steinsdorf, 1937 als Mittel Nieder Steinsdorf, 416 ha, bezeichnet und Reichwaldau konnten zwei Güter bis 1945 gehalten werden.

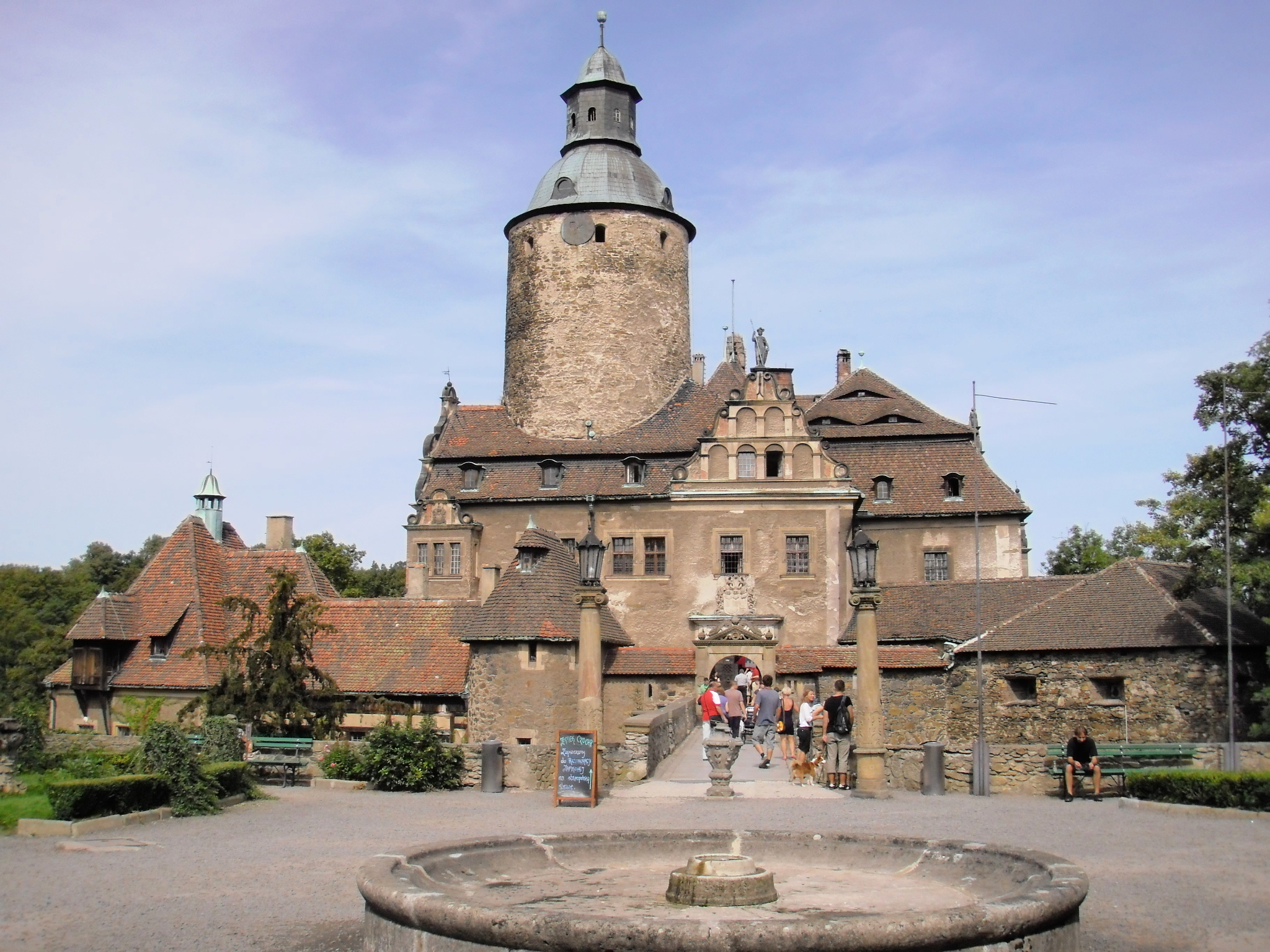
Burg Tzschocha, Niederschlesien
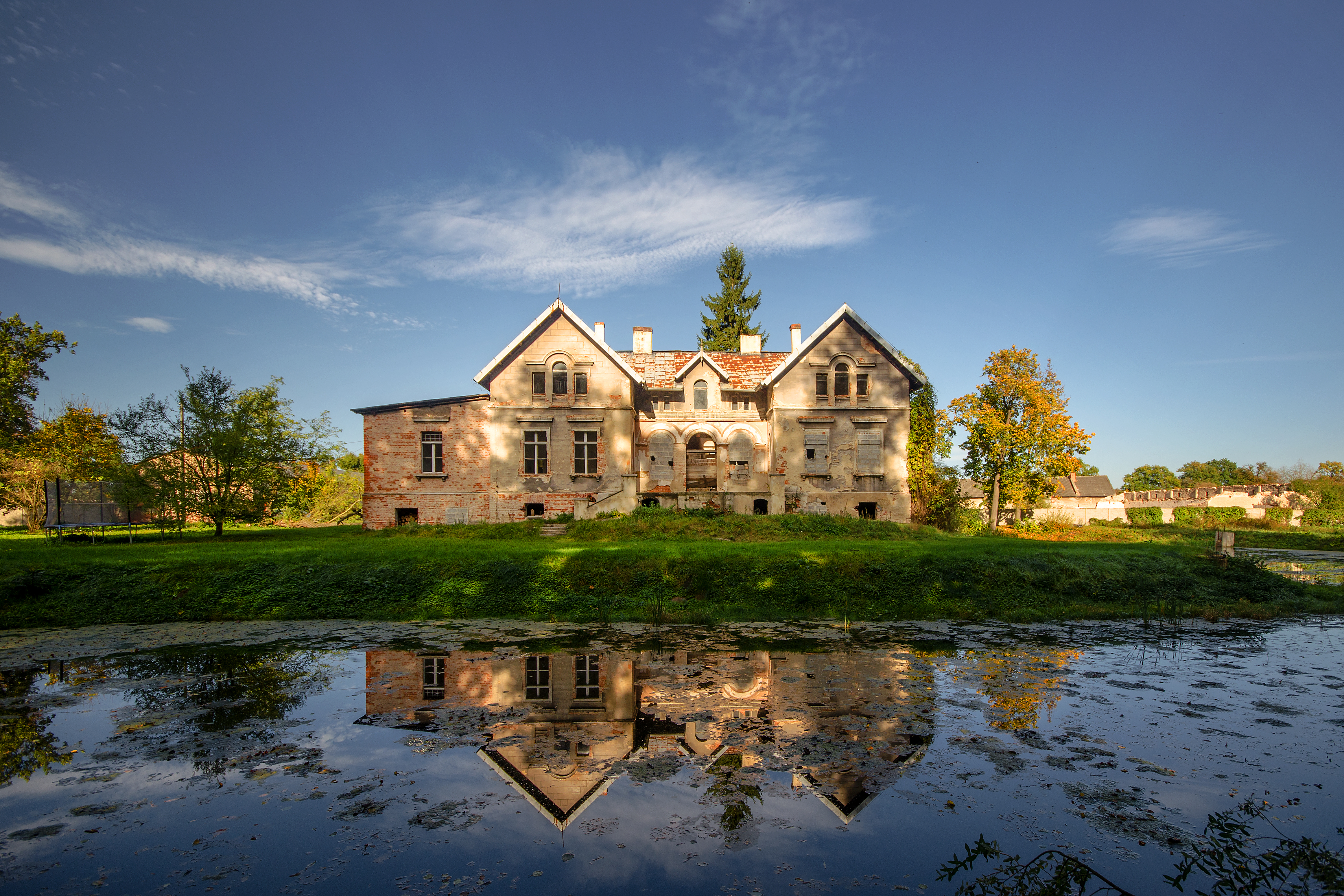
Gut Ober-Herzogswaldau, Niederschlesien
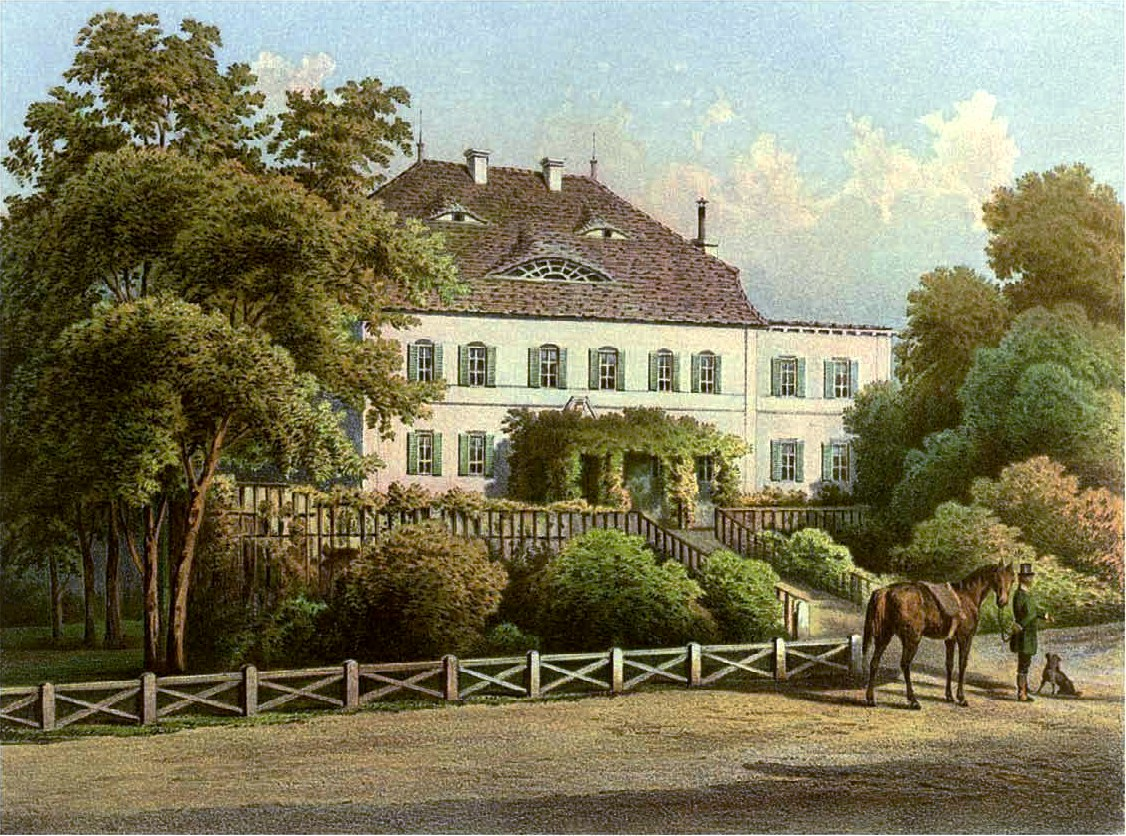
Gut Mühlrädlitz, Niederschlesien

## Wappen
Das Stammwappen, das für beide Familien angenommen wird, zeigt in von Silber und Blau gespaltenem Schilde zwei aufwärts geschrägte goldene Schlüssel. Auf dem Helm zwei von Silber und Blau übereck geteilte Büffelhörner.
Das vermehrte Wappen Uechtritz-Wiedebach ist geviert; Feld 1 und 4 zeigen das Stammwappen, 2 und 3 einen blauen Adler, die Brust belegt mit einem liegenden Halbmond (Wappen derer von Wiedebach). Es hat zwei Helme mit blau-silbernen Decken, der rechte entspricht dem Stammwappen, auf dem linken drei Straußenfedern in den Farben Silber, Blau, Silber (von Wiedebach).

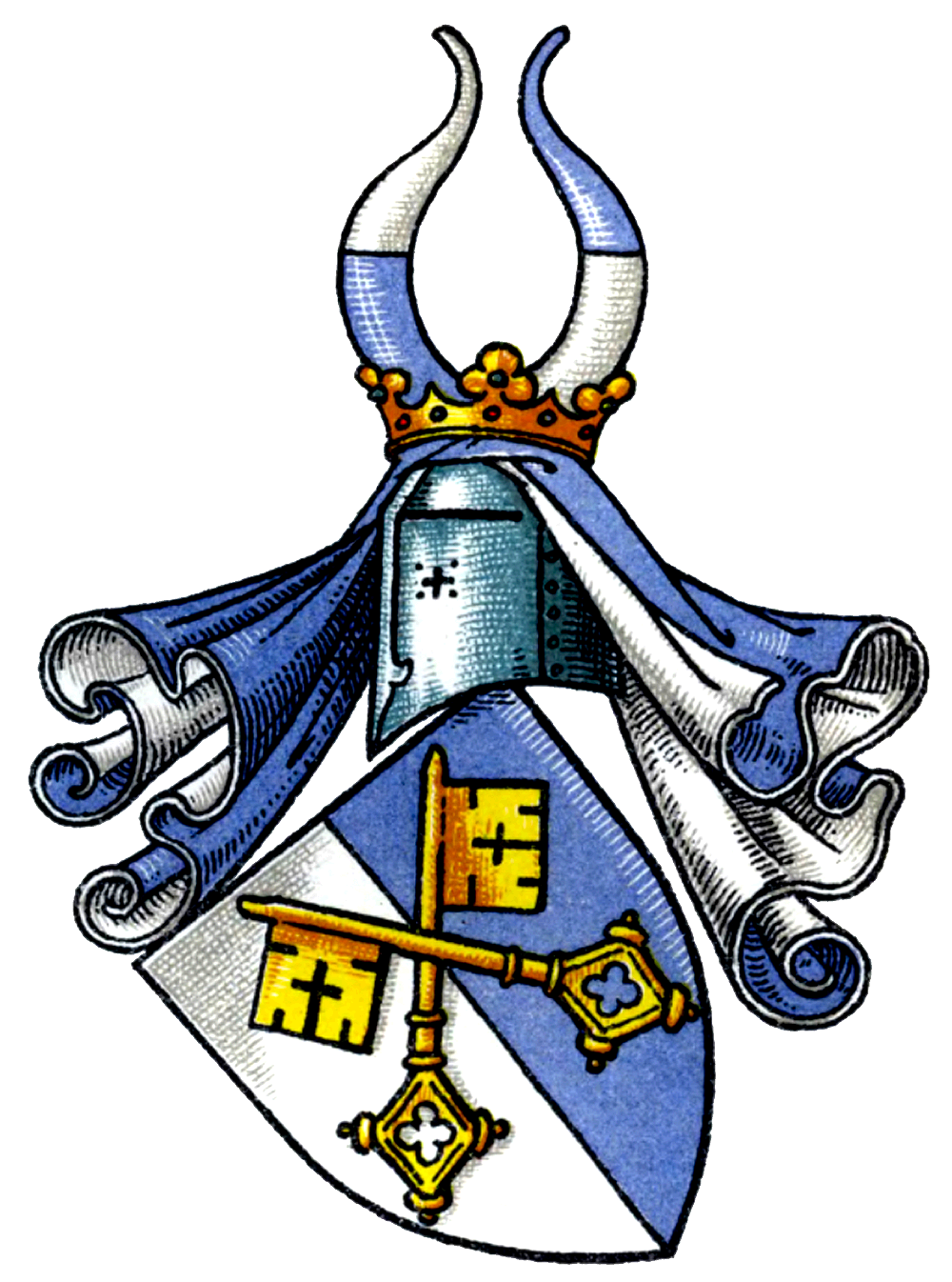
Stammwappen derer von Uechtritz im schlesischen Wappenbuch
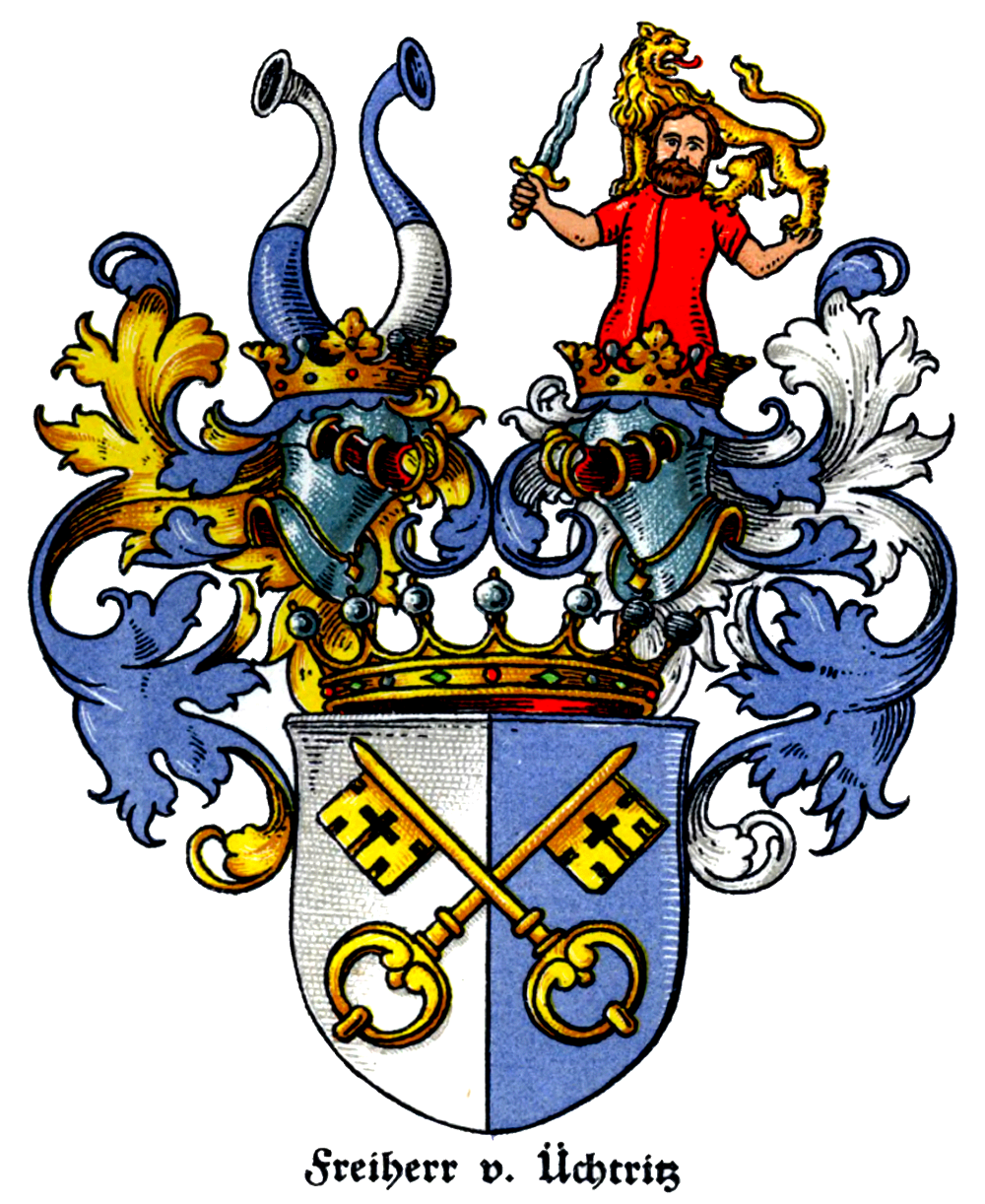
Freiherrnwappen derer von Uechtritz im schlesischen Wappenbuch

## Bekannte Familienmitglieder
- Christoph von Uechtritz (um 1682) Herr zu Schwerta und Gebhardsdorf, nahm über 200 Exulanten auf
- Carl Emil von Uechtritz (1694–1775), sachsen-gothaischer Wirklicher Geheimer Rat
- Caroline von Uechtritz (1749–1809), Goethe-Kritikerin
- August Wilhelm Bernhardt von Uechtritz (1752–1800), kursächsischer Offizier, Adelsgenealoge und Autor
- Cuno von Uechtritz-Steinkirch (1856–1908), preußischer Bildhauer
- Edgar von Uechtritz-Steinkirch (1866–1938), deutscher Forscher und Afrikareisender
- Ernst Sigismund von Uechtritz (* um 1725; † 1775), preußischer Landrat
- Ernst von Uechtritz und Steinkirch (1862–1945), deutscher Generalleutnant
- Ernst Louis von Uechtritz und Steinkirch (1820–1891), preußischer Landrat
- Friedrich von Uechtritz (1800–1875), deutscher Dichter
- Friedrich von Uechtritz-Steinkirch (1787–1845), preußischer Generalleutnant
- Hans Christoph von Uechtritz († 1671), schleswig-holsteinischer Hofbeamter
- Kurt von Uechtritz und Steinkirch (1851–1931), preußischer Generalleutnant
- Oswald von Uechtritz-Steinkirch (1824–1902), deutscher Jurist und Politiker
- Rudolf von Uechtritz (1803–1863), preußischer Landrat und Präsident des Ev. Oberkirchenrates
- Rudolf von Uechtritz (1838–1886), deutscher Entomologe und Botaniker
- Sigmund Freiherr von Uechtritz-Fuga (1846–1925), ungarischer Gutsbesitzer und Politiker
- Theodor von Uechtritz (1809–1889), preußischer Generalleutnant
- Ulrich von Uechtritz-Steinkirch (1881–1949), Landschaftsmaler in Berlin